# Atractantha falcata
Atractantha falcata là một loài thực vật có hoa trong họ Hòa thảo. Loài này được McClure mô tả khoa học đầu tiên năm 1973.